# منی گرگوار
مِنی گرگوار (به فرانسوی: Ménie Grégoire)، با نام اصلی ماری لورانتن (به فرانسوی: Marie Laurentin)، در ۱۵ اوت ۱۹۱۹ در شهر شوله از شهرستان من الوآر متولد شد و در تاریخ ۱۶ اوت ۲۰۱۴ در سن ۹۵ سالگی در تور در گذشت. او یک نویسنده و روزنامه نگار فرانسوی بود.
مِنی گرگوار در میان مردم به عنوان یک گوینده برجسته رادیو طی سالهای ۱۹۶۷ الی ۱۹۸۲ در شبکه RTL  شناخته شده بود زمانی که برنامه‌ای به نام الو، مِنی را اجرا می‌کرد.

## برای مطالعه
- Anne-Marie Sohn, « Les individus-femmes entre négation du moi et narcissisme. Les auditrices de Menie Grégoire (1967-1968) », in Geneviève Dreyfus-Armand, Robert Frank, Marie-Françoise Lévy et Michèle Zancarini-Fournel (dir.), Les années 68 : le temps de la contestation, Éd. Complexe, Bruxelles, IHTP, CNRS, Paris, 2000, ص. 179-197

```
شابک
 
‎
۲−۸۷۰۲۷−۸۲۲−۵
 
BNF
 
37208136w
```

- Anne-Claire Rebreyend, Pour une histoire de l'intime : sexualités et sentiments amoureux en France de 1920 à 1975, Université Paris Diderot-Paris 7, 2006, 2 vol., 807 p. (thèse de doctorat, Sociétés occidentales. Temps, espace et civilisations)